# Puente Aníchkov

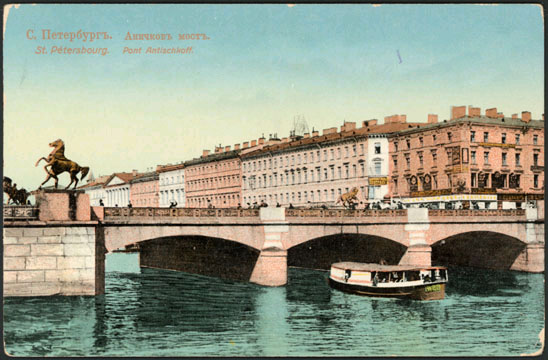
Postal histórica del río Fontanka a la altura del puente Aníchkov

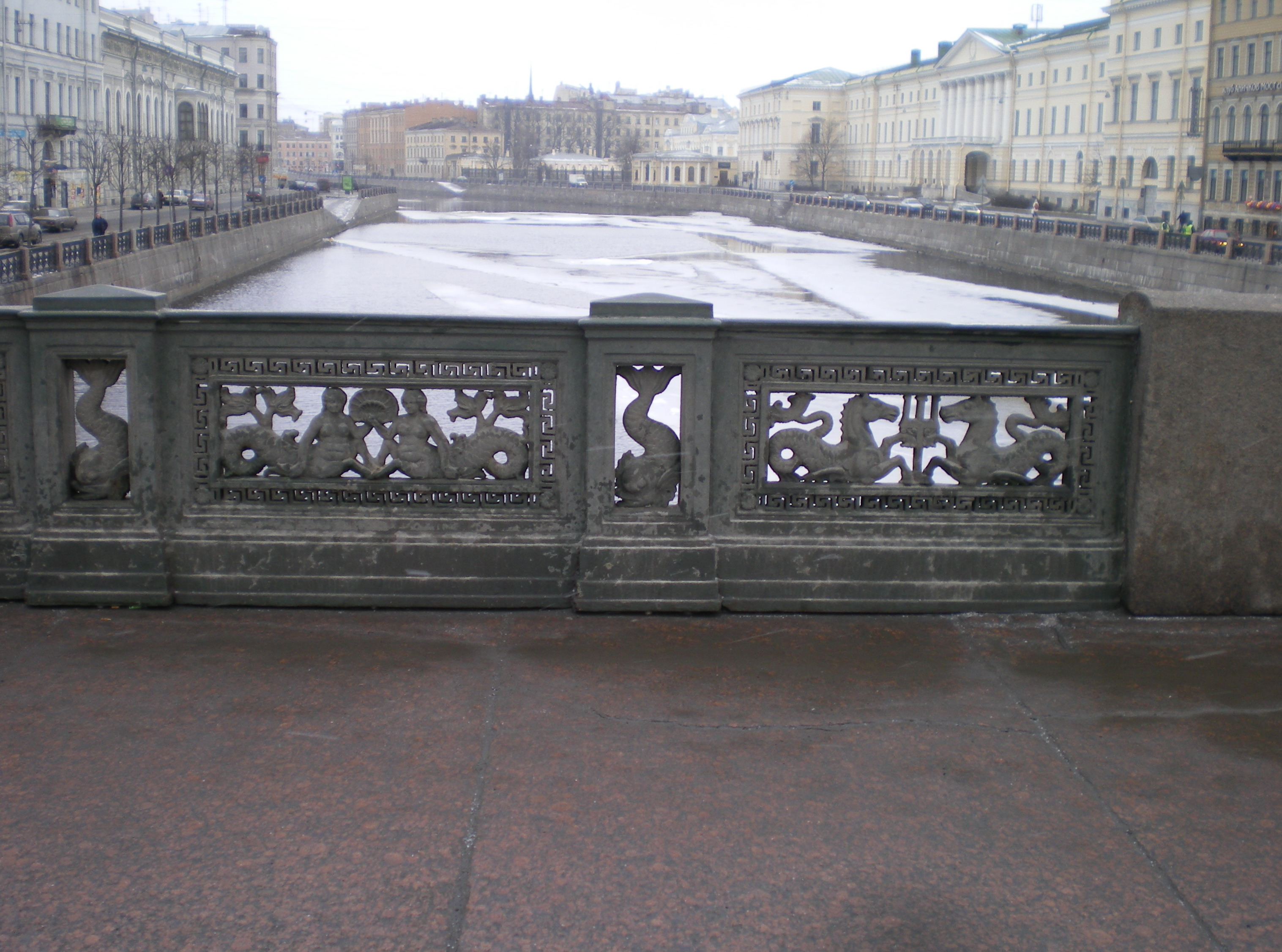
Vista de los antepechos del puente

El puente Aníchkov (en ruso: Аничков мост) es el primer puente y el más famoso de los que atraviesan el río Fontanka en San Petersburgo, Rusia. El puente actual, construido entre los años 1841 y 1842 y reconstruido entre 1906 y 1908, combina una forma simple con detalles elaborados. Además de sus cuatro célebres esculturas de caballos (1849–50), tiene antepechos de hierro ornados que lo distinguen de otras estructuras similares de la ciudad. El puente aparece mencionado en las obras de Pushkin, Gógol y Dostoyevsky.

## Historia
En 1715-16, Pedro el Grande ordenó construir el primer puente y lo nombró en honor al ingeniero que lo construyó, Mijaíl Aníchkov. El puente estaba hecho de madera con varias aberturas y construido sobre pilares depositados sobre el río Fontanka; el diseño estuvo a cargo de Domenico Trezzini. En la actualidad no quedan restos de este primer puente.
En 1721, a medida que la ciudad iba creciendo y se incrementaba el tráfico del río, se revelaron nuevos planos para crear un nuevo puente levadizo. El puente Aníchkov fue uno de los siete puentes levadizos de piedra con tres aberturas y torres que atravesaban el río Fontanka a finales del siglo XVIII, de los cuales el puente Lomonósov y el puente Stary Kalinkin aún permanecen en pie. En ese momento, el Aníchkov era una de las atracciones más populares de la Avenida Nevski y aparecía en numerosas ilustraciones y pinturas.
Hacia la década de 1840, se comenzó a considerar que el diseño del siglo XVIII, en especial las enormes torres, no estaban en consonancia con el enorme aumento del tráfico que atravesaba el puente sobre la Avenida Nevski. Entre 1841 y 1842 se construyó en el mismo sitio una estructura de mayor tamaño, más adecuada para el ancho de la avenida, bajo la supervisión del teniente general A. D. Gotman. El nuevo puente estaba hecho de piedra y tenía tres aberturas cerradas con arcos sutiles: esta forma simple y concisa se correspondía bien con las rejas de hierro que bordeaban el puente y las sirenas colocadas sobre los carriles, diseñadas originalmente por Karl Friedrich Schinkel para el Puente Palaciego de Berlín.

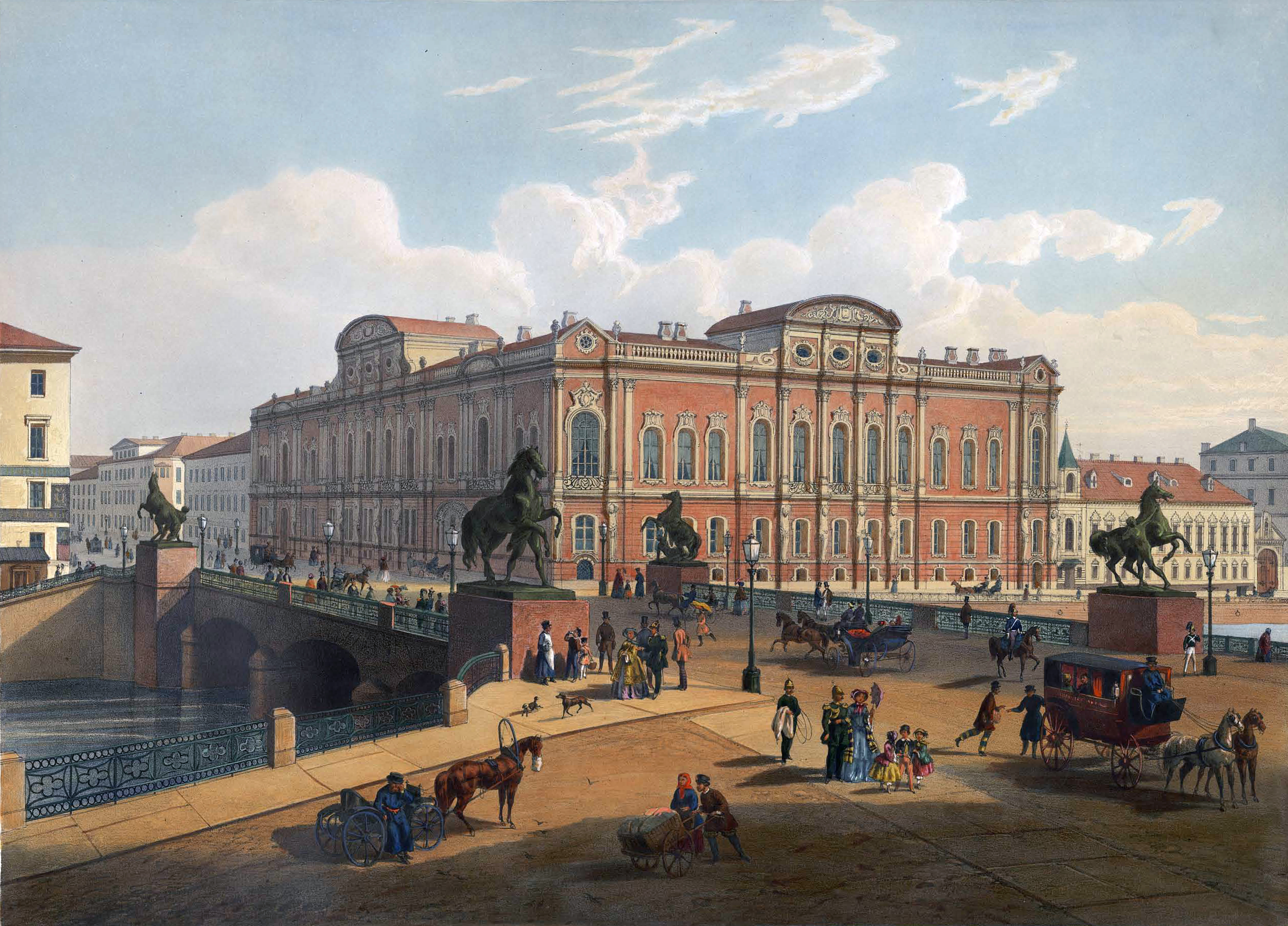
Vista del puente desde el palacio Beloselsky-Belozersky (década de 1850).

## Los caballos
Las cuatro estatuas de caballos que se encuentran sobre el puente fueron diseñadas por el escultor ruso Peter Clodt von Jürgensburg y son unos de los sitios de referencia más reconocibles de la ciudad. La temática deriva de los mármoles colosales romanos, a menudo identificados con los Dioscuros, ubicados en Quirinal, Roma. Las esculturas muestran a cuatro hombres desnudos domando caballos salvajes.